# غرباوة (بكارة)
غرباوة هو دُوَّار يقع بجماعة اجوامعة، إقليم الفحص أنجرة، جهة طنجة تطوان الحسيمة في المملكة المغربية. ينتمي الدوّار لمشيخة بكارة التي تضم 21 دوار. يقدر عدد سكانه بـ 551 نسمة حسب الإحصاء الرسمي للسكان والسكنى لسنة 2004.

## روابط خارجية
- البوابة الوطنية للجماعات الترابية نسخة محفوظة 12 مارس 2018 على موقع واي باك مشين.
- المندوبية السامية للتخطيط